# Ланента (гмина)
Ланента (пол. Łanięta) — сельская гмина (волость) в Польше, входит как административная единица в Кутновский повет, Лодзинское воеводство. Население — 2684 человека (2004).

## Соседние гмины
1. Гмина Гостынин
2. Гмина Кутно
3. Гмина Любень-Куявски
4. Гмина Нове-Островы
5. Гмина Стшельце